# Omar M. Yaghi
Omar M. Yaghi (ur. 9 lutego 1965 w Ammanie, w Jordanii) – amerykański chemik pochodzenia jordańskiego.

## Życiorys
Urodził się w wielodzietniej rodzinie uchodźców. W wieku 15 lat wyjechał do USA. W 1985 roku ukończył studia chemiczne na State University of New York w Albany. W 1990 roku uzyskał stopień doktora na University of Illinois at Urbana-Champaign. W latach 1990–1992 odbył staż podoktorski na Uniwersytecie Harvarda. W 1992 r. podjął pracę na Arizona State University, w 1999 r. objął stanowisko profesora chemii na Uniwersytecie Michigan, a w 2006 r. stanowisko profesora chemii i biochemii na Uniwersytecie Kalifornijskim w Los Angeles. W 2007 został uhonorowany przez American Association for the Advancement of Science nagrodą Newcomb Cleveland Prize za pracę naukową o wybitnej wartości naukowej opublikowanej w czasopiśmie Science. W 2012 r. został profesorem chemii na Uniwersytecie Kalifornijskim w Los Angeles i pracownikiem naukowym w Lawrence Berkeley National Laboratory. W roku 2018 otrzymał Nagrodę Wolfa za badania w obszarze chemii supramolekularnej.
Jego badania dotyczą m.in. projektowania, otrzymywania i zastosowania struktur metaliczno-organicznych (MOF: metal-organic framework). Trójwymiarowe struktury złożone z jonów metali koordynowanych prostymi cząstkami organicznymi tworzą porowate materiały, zdolne do selektywnego przechwytywania molekuł gazu lub rozpuszczalnika i mogą być wykorzystywane do przechowywania wodoru lub dwutlenku węgla.